# CJT
株式会社CJT（シージェイティー、英: CJT Co., Ltd.）は、日本のアニメ制作会社。

## 概要・沿革
2000年代にグループ・タックで『仰天人間バトシーラー』や『はぴはぴクローバー』のプロデューサーを務めた青木滉一郎ら会社メンバーが独立。そして2009年9月に東京都小金井市に会社設立。その後、2011年12月に現在の所在地である東京都西東京市中町4丁目7番3号に移転した。
設立当初から制作体制は大きく二分化し、主に国内制作部と海外制作部を持つ。国内制作部はグロス請けを主力事業に位置づけ、担当話数での撮影や背景以外の工程はほぼ内製を行う。また海外制作部は海外二原動仕や海外レイアウト、海外作監の発注窓口を担い、約20年の実績を持つSTUDIO Cjを始め韓国や中国スタッフに委託している。
2009年公開の『仏陀再誕』の動仕を担当し、「CJ Tokyo」名義で制作された。翌2010年には『はなかっぱ』で初の制作協力を行った。担当作品は「CJT」や「株式会社CJT」、「スタジオCJT」とクレジットされる。なおグループ会社のSTUDIO Cjの参加に関して、2018年以降の作品は「CJT」の社名クレジットに統一される。グロス回の作監や原画はベテランの国内アニメーターも多い。
2017年放送の『お前はまだグンマを知らない』で全12話の制作を手掛け、実質的な元請制作を担当した。さらに2018年配信のクラスメソッド株式会社のプロモーション動画では共同制作を務めた。
近年は日本アニメーション、亜細亜堂、アセンション、ブレインズ・ベースの作品に多く参加している。

## 作品履歴

### 制作協力
| 年     | タイトル                            | 制作元請                                                        | 備考                                                        |
| ------ | ----------------------------------- | --------------------------------------------------------------- | ----------------------------------------------------------- |
| 2010年 | はなかっぱ                          | グループ・タック→XEBEC/OLM→シグナル・エムディ/OLM→OLM           | 第124、149話                                                |
| 2012年 | ぴっちぴち♪しずくちゃん             | 旭プロダクション                                                | 全52話                                                      |
| 2013年 | 〈物語〉シリーズ セカンドシーズン   | シャフト                                                        | 第4話                                                       |
| 2013年 | 日本の昔ばなし                      | トマソン                                                        | 第79回                                                      |
| 2014年 | ベイビーステップ                    | ぴえろ                                                          | 第8、15、23話                                               |
| 2014年 | NARUTO -ナルト- 疾風伝(2014)        | ぴえろ                                                          | 第610話                                                     |
| 2015年 | スティッチ!パーフェクト・メモリー   | シンエイ動画                                                    |                                                             |
| 2015年 | ベイビーステップ 第2シリーズ        | ぴえろ                                                          | 第2、9、17話                                                |
| 2015年 | NARUTO -ナルト- 疾風伝(2015)        | ぴえろ                                                          | 第651、658話                                                |
| 2016年 | NARUTO -ナルト- 疾風伝(2016)        | ぴえろ                                                          | 第668、676、684、693話                                      |
| 2017年 | クレヨンしんちゃん(2017)            | シンエイ動画                                                    | 第925、928、934、939話                                      |
| 2017年 | 忍者ハットリくん(2017)              | シンエイ動画                                                    | 第80、82、85、86、88、92、93、96、102、104話                |
| 2017年 | デュエル・マスターズ(2017)          | アセンション/小学館ミュージック&デジタル エンタテイメント       | 第44話                                                      |
| 2018年 | お前はまだグンマを知らない          | 旭プロダクション                                                | 全12話                                                      |
| 2019年 | デュエル・マスターズ!!              | ブレインズ・ベース/小学館ミュージック&デジタル エンタテイメント | 第2、9、14、21、27、35、41、48話                            |
| 2019年 | 天気の子                            | コミックス・ウェーブ・フィルム                                  |                                                             |
| 2020年 | デュエル・マスターズ キング         | ブレインズ・ベース/小学館ミュージック&デジタル エンタテイメント | 第12、21、35、43話                                          |
| 2020年 | アサティール 未来の昔ばなし         | 東映アニメーション                                              |                                                             |
| 2021年 | ぐんまちゃん(シーズン1)             | アセンション                                                    | 第5、7、8、10回                                             |
| 2022年 | 忍たま乱太郎(2022)                  | 亜細亜堂                                                        | 第7、8、9、25、26、27、41、42、43、53、56、57、63、64、68話 |
| 2023年 | 忍たま乱太郎(2023)                  | 亜細亜堂                                                        | 第19、20、21、34、35、36、49、50、51、60、61、62話          |
| 2023年 | デュエル・マスターズ WIN 決闘学園編 | ブレインズ・ベース/小学館ミュージック&デジタル エンタテイメント | 第5、11、20、25、33、39、45話                               |
| 2023年 | ぐんまちゃん(シーズン2)             | アセンション                                                    | 第1、3回                                                    |
| 2024年 | 忍たま乱太郎(2024)                  | 亜細亜堂                                                        | 第5、6、7、19、20、21話                                     |
| 2024年 | ちびまる子ちゃん(2024)              | 日本アニメーション                                              | 第1434話                                                    |

### 動仕担当作品
| 年     | タイトル                                                    | 制作元請                                                        | 備考                             |
| ------ | ----------------------------------------------------------- | --------------------------------------------------------------- | -------------------------------- |
| 2009年 | ホワイトアルバム                                            | セブン・アークス                                                | 動画/仕上                        |
| 2009年 | けんぷファー                                                | ノーマッド                                                      | 動画/仕上                        |
| 2009年 | 爆丸バトルブローラーズ ニューヴェストロイア                 | トムス・エンタテインメント                                      | 原画                             |
| 2010年 | 劇場版イナズマイレブン 最強軍団オーガ襲来                   | OLM                                                             | 動画/仕上                        |
| 2010年 | 昆虫物語 みつばちハッチ ～勇気のメロディ～                  | グループ・タック                                                | 動画/仕上                        |
| 2010年 | デュラララ!!                                                | ブレインズ・ベース                                              | 動画/仕上                        |
| 2010年 | 乃木坂春香の秘密 ぴゅあれっつぁ♪                            | ディオメディア                                                  | 原画                             |
| 2011年 | Dororonえん魔くん メ～ラめら                                | ブレインズ・ベース                                              | 動画/仕上                        |
| 2011年 | まじっく快斗                                                | トムス・エンタテインメント                                      | 動画/仕上                        |
| 2011年 | 神様ドォルズ                                                | ブレインズ・ベース                                              | 動画/仕上                        |
| 2011年 | 輪るピングドラム                                            | ブレインズ・ベース                                              | 動画/仕上                        |
| 2011年 | トリコ                                                      | 東映アニメーション                                              | 原画                             |
| 2011年 | カードファイト!! ヴァンガード                               | トムス・エンタテイメント                                        | 原画                             |
| 2012年 | 坂道のアポロン                                              | MAPPA/手塚プロダクション                                        | 動画/仕上                        |
| 2012年 | 戦国コレクション                                            | ブレインズ・ベース                                              | 動画/仕上                        |
| 2012年 | 宇宙兄弟                                                    | A-1 Pictures                                                    | 動画/仕上                        |
| 2012年 | 輪るピングドラム                                            | ブレインズ・ベース                                              | 動画/仕上                        |
| 2013年 | 犬とハサミは使いよう                                        | ゴンゾ                                                          | 原画/動画/仕上                   |
| 2013年 | やはり俺の青春ラブコメはまちがっている。                    | ブレインズ・ベース                                              | 動画/仕上                        |
| 2013年 | 惡の華                                                      | ゼクシズ                                                        | 第二原画/動画/仕上               |
| 2013年 | アムネシア                                                  | ブレインズ・ベース                                              | 原画/動画/仕上                   |
| 2014年 | ユリ熊嵐                                                    | SILVER LINK.                                                    | 動画/仕上                        |
| 2014年 | ダイヤのＡ                                                  | Production I.G                                                  | 動画/仕上                        |
| 2014年 | 寄生獣 セイの格率                                           | マッドハウス                                                    | 動画/仕上                        |
| 2014年 | ベイビーステップ                                            | ぴえろ                                                          | 動画/仕上                        |
| 2014年 | 日本の昔ばなし                                              | トマソン                                                        | 動画/仕上                        |
| 2014年 | マジンボーン                                                | 東映アニメーション                                              | 動画/仕上                        |
| 2014年 | 怪盗ジョーカー                                              | シンエイ動画                                                    | 動画/仕上                        |
| 2015年 | おそ松さん                                                  | ぴえろ                                                          | 原画/動画/仕上                   |
| 2015年 | Dance with Devils                                           | ブレインズ・ベース                                              | 動画/仕上                        |
| 2015年 | スティッチ!パーフェクト・メモリー                           | シンエイ動画                                                    | 動画検査/動画/仕上               |
| 2015年 | 境界のRINNE                                                 | ブレインズ・ベース                                              | 原画/動画/仕上                   |
| 2015年 | ベイビーステップ 第2シリーズ                                | ぴえろ                                                          | 動画/仕上                        |
| 2015年 | NARUTO -ナルト- 疾風伝                                      | ぴえろ                                                          | 動画/仕上                        |
| 2015年 | 日本の昔ばなし                                              | トマソン                                                        | 動画/仕上                        |
| 2015年 | 怪盗ジョーカー シーズン２                                   | シンエイ動画                                                    | 動画検査/動画/仕上               |
| 2017年 | クレヨンしんちゃん（2017）                                  | シンエイ動画                                                    | 動画/色指定/仕上                 |
| 2017年 | ふるさとめぐり 日本の昔ばなし                               | トマソン                                                        | 動画/仕上                        |
| 2017年 | 境界のRINNE                                                 | ブレインズ・ベース                                              | 動画/仕上                        |
| 2017年 | 覆面系ノイズ                                                | ブレインズ・ベース                                              | 動画/仕上                        |
| 2017年 | FRAME ARMS GIRL(フレームアームズ・ガール)                   | ゼクシズ/ studio A-CAT                                          | 動画/仕上                        |
| 2017年 | クレヨンしんちゃん外伝 お・お・お・のしんのすけ             | シンエイ動画                                                    | 動画検査/動画/仕上               |
| 2017年 | アラド：宿命の門 THE FATE OF ARAD                           | SUCCESS/ダンガンピクチャーズ                                    | 原画/動画/仕上                   |
| 2017年 | 3月のライオン                                               | シャフト                                                        | 動画検査/動画/仕上               |
| 2018年 | お前はまだグンマを知らない                                  | 旭プロダクション                                                | 動画/仕上                        |
| 2018年 | デュエル・マスターズ!                                       | アセンション/小学館ミュージック&デジタル エンタテイメント       | 原画/動画検査/動画/仕上          |
| 2018年 | クレヨンしんちゃん(2018)                                    | シンエイ動画                                                    | 動画/色指定/仕上                 |
| 2018年 | サザエさん(2018)                                            | エイケン                                                        | 動画/仕上                        |
| 2018年 | ポチっと発明 ピカちんキット                                 | OLM/シンエイ動画                                                | 原画/動画/仕上                   |
| 2018年 | からかい上手の高木さん                                      | シンエイ動画                                                    | 原画/動画/仕上/背景              |
| 2018年 | 鹿楓堂よついろ日和                                          | ゼクシズ                                                        | 動画/仕上                        |
| 2018年 | 学園ベビーシッターズ                                        | ブレインズ・ベース                                              | 動画/仕上                        |
| 2019年 | デュエル・マスターズ!!                                      | ブレインズ・ベース/小学館ミュージック&デジタル エンタテイメント | 原画/動画/仕上                   |
| 2019年 | サザエさん(2019)                                            | エイケン                                                        | 動画/仕上                        |
| 2019年 | ポチっと発明 ピカちんキット                                 | OLM/シンエイ動画                                                | 原画/動画/仕上                   |
| 2019年 | 映画クレヨンしんちゃん(2019)                                | シンエイ動画                                                    | 動画/仕上                        |
| 2019年 | クレヨンしんちゃん(2019)                                    | シンエイ動画                                                    | 動画/仕上                        |
| 2019年 | 海獣の子供                                                  | STUDIO 4℃                                                       | 動画/仕上                        |
| 2019年 | 天気の子                                                    | コミックス・ウェーブ・フィルム                                  | 動画/仕上                        |
| 2019年 | さらざんまい                                                | MAPPA/ラパントラック                                            | 動画/仕上                        |
| 2019年 | 劇場版 幼女戦記                                             | ナット                                                          | 動画/仕上                        |
| 2020年 | アサティール 未来の昔ばなし                                 | 東映アニメーション                                              | 原画/動画/仕上                   |
| 2020年 | デュエル・マスターズ キング                                 | ブレインズ・ベース/小学館ミュージック&デジタル エンタテイメント | 原画/動画/仕上                   |
| 2020年 | サザエさん(2020)                                            | エイケン                                                        | 動画/仕上                        |
| 2020年 | ドラえもん(2020)                                            | シンエイ動画                                                    | 動画/仕上                        |
| 2020年 | 映画クレヨンしんちゃん(2020)                                | シンエイ動画                                                    | 動画/仕上                        |
| 2020年 | 虚構推理                                                    | ブレインズ・ベース                                              | 動画/仕上                        |
| 2020年 | ゴールデンカムイ(第3期)                                     | ジェノスタジオ                                                  | 動画/仕上                        |
| 2021年 | ぐんまちゃん(シーズン1)                                     | アセンション                                                    | 原画/動画/仕上                   |
| 2021年 | デュエル・マスターズ キング!                                | ブレインズ・ベース/小学館ミュージック&デジタル エンタテイメント | 原画/動画/仕上                   |
| 2021年 | 映画クレヨンしんちゃん(2021)                                | シンエイ動画                                                    | 動画/仕上                        |
| 2021年 | 転生したらスライムだった件(第2期)                           | エイトビット                                                    | 動画/仕上                        |
| 2021年 | 乙女ゲームの破滅フラグしかない 悪役令嬢に転生してしまった…X | SILVER LINK.                                                    | 原画/動画検査/動画/仕上          |
| 2022年 | スポGOMI ワールドカップ エキシビジョンマッチ編              | トマソン                                                        | 原画/動画/仕上                   |
| 2022年 | 忍たま乱太郎(2022)                                          | 亜細亜堂                                                        | 原画/動画/仕上                   |
| 2022年 | ゴールデンカムイ(第4期)                                     | ブレインズ・ベース                                              | 動画/仕上                        |
| 2022年 | デュエル・マスターズ キングMAX                              | ブレインズ・ベース/小学館ミュージック&デジタル エンタテイメント | 原画/動画/仕上                   |
| 2022年 | サザエさん(2022)                                            | エイケン                                                        | 動画/仕上                        |
| 2022年 | ドラえもん(2022)                                            | シンエイ動画                                                    | 動画/仕上                        |
| 2022年 | クレヨンしんちゃん(2022)                                    | シンエイ動画                                                    | 動画/仕上                        |
| 2022年 | くノ一ツバキの胸の内                                        | CloverWorks                                                     | 作画監督/原画/動画/仕上          |
| 2022年 | デュエル・マスターズ WIN                                    | ブレインズ・ベース/小学館ミュージック&デジタル エンタテイメント | 動画/仕上                        |
| 2022年 | 機動戦士ガンダム 水星の魔女                                 | サンライズ                                                      | 動画/仕上/仕上管理               |
| 2023年 | スポGOMI まちの絆づくり編                                   | トマソン                                                        | 原画/動画/仕上                   |
| 2023年 | デュエル・マスターズ WIN 決闘学園編                         | ブレインズ・ベース/小学館ミュージック&デジタル エンタテイメント | 原画/動画/仕上                   |
| 2023年 | サザエさん(2023)                                            | エイケン                                                        | 動画/仕上                        |
| 2023年 | 虚構推理 Season2                                            | ブレインズ・ベース                                              | 原画/動画/色指定・検査/仕上/背景 |
| 2023年 | 痛いのは嫌なので防御力に極振りしたいと思います。2           | SILVER LINK.                                                    | 作画監督/原画/動画検査/動画/仕上 |
| 2023年 | もののがたり                                                | バンダイナムコピクチャーズ                                      | 動画/仕上                        |
| 2023年 | NieR:Automata Ver1.1a                                       | A-1 Pictures                                                    | 原画/動画/仕上                   |

### その他
| 年     | タイトル                         | 備考                                   |
| ------ | -------------------------------- | -------------------------------------- |
| 2018年 | 第一話「クラスメソッド発進！！」 | 共同制作:旭プロダクション/ティータック |

## 関連人物

### アニメーター・演出家
- 岡田堅二朗（英語版）(アニメ監督、グループ・タック→CJT→シャフト)

### 制作
- 青木滉一郎(代表取締役社長、アニメーションプロデューサー)
- 小山慎(アニメーションプロデューサー)